# Europa Universalis: Rome
Europa Universalis: Rome ist ein im April 2008 erschienenes Spin-off der Europa-Universalis-Reihe. Wie die Spiele der Hauptreihe ist es ein Echtzeit-Globalstrategiespiel und wurde von Paradox Interactive entwickelt.

## Gameplay
Das Spiel beschreibt den Zeitraum zwischen 280 und 27 v. Chr. und beinhaltet Szenarien wie die ersten beiden Punischen Kriege oder die Gallischen Kriege. Ziel des Spieles ist es, eine von 10 wählbaren Kulturen durch geschickte Diplomatie, militärische Stärke und eine funktionierende Wirtschaft zur mächtigsten ihrer Zeit zu führen. Es gibt keine festen Missionen oder Siegbedingungen, der Spieler kann und muss sich seine eigenen Ziele setzen. Ihm steht es frei, ahistorisch oder nach historisch korrekten Fakten zu spielen. Er kann direkt auf bedeutende historische Ereignisse Einfluss nehmen.
Im Vergleich zu Europa Universalis wurde das Wirtschafts- und Forschungskonzept vereinfacht. Das Handelssystem nimmt einen höheren Stellenwert ein. Handelsrouten bestimmen beispielsweise, welche Militäreinheiten in einer Provinz aufgestellt werden können. Ähnlich wie in der Crusader-Kings-Reihe werden Dynastien simuliert.
Das Spiel kann im Einzelspielermodus, im Mehrspielermodus und auch kooperativ gespielt werden.
Mit dem im November 2008 veröffentlichten Erweiterungspack Vae Victis (lat. „Wehe den Besiegten“) wurden dem Spiel neue Gebiete, Gesetze, Entscheidungsmöglichkeiten und Missionen sowie mehrere historische Charaktere hinzugefügt.

## Rezeption
Das Spiel erhielt gemischte Kritiken. Martin Deppe bezeichnete es in der GameStar als „Historisch korrektes, sehr trockenes Strategiespiel“.

## Nachfolger
2018 wurde ein Nachfolger mit dem Titel Imperator: Rome angekündigt, der 25. April 2019 erschienen ist.